# Klaus Badelt
Klaus Badelt (* 12. června 1967 Frankfurt nad Mohanem) je německý hudební skladatel, zaměřující se především na filmovou hudbu.

## Biografie
Svoji kariéru zahájil několika úspěšnými filmy a komerčními upoutávkami ve svém rodném Německu. Jeho velká šance přišla roku 1998, když jej Oscarem oceněný skladatel Hans Zimmer pozval do Remote Control Productions v Santa Monice. Od té doby pracoval na několika filmech, jmenovitě například Stroj času. Spolupracoval také s ostatními členy Remote Control Productions jako například Harrym Gregson-Williamsem, Johnem Powellem nebo samotným Hansem Zimmerem.
Jeho prvním výrazným dílem se stal film Piráti z Karibiku: Prokletí Černé perly. Poté, co Gore Verbinski odmítl veterána Alana Silvestriho, obrátil se na Remote Control Productions, z něhož byl projektem pověřen právě Badelt. Ústřední melodie tohoto filmu se stala velmi známou po celém světě, avšak Hans Zimmer uvádí, že Badeltovi s tímto soundtrackem pomáhal. Srovnáním s hudebními motivy oceněné Zimmerovy hudby k filmu Gladiátor z r. 2001 je jasné, že se Badelt nechal přinejmenším velmi silně inspirovat. Jako důvod neuvedení Zimmera v titulcích je uváděna Hansova práce na filmu Poslední samuraj.
V současné době žije v Los Angeles.

## Doplňující informace
- Klaus Badelt v Internet Movie Database (anglicky)
- Klaus Badelt na All Music Guide
- Klaus Badelt na Hans-Zimmer.com
- Klaus Badelt Archivováno 6. 9. 2013 na Wayback Machine. na soundtrack.net